# Matthew Bingley
Matthew Bingley (n. 16 august 1971, Sydney, Noul Wales de Sud, Australia) este un fost fotbalist australian.
Între 1993 și 1997, Bingley a jucat 14 meciuri și a marcat 5 goluri pentru echipa națională a Australiei.

## Statistici
| Australia | Australia | Australia |
| An        | Meciuri   | Goluri    |
| --------- | --------- | --------- |
| 1993      | 1         | 0         |
| 1994      | 0         | 0         |
| 1995      | 2         | 0         |
| 1996      | 3         | 1         |
| 1997      | 8         | 4         |
| Total     | 14        | 5         |